# Silvina Chediek
Silvina Chediek (n. 1 de marzo de 1962 en Buenos Aires, Argentina) es una periodista y conductora de radio y televisión argentina. Inició su carrera en los medios en 1984 y ha sido reconocida con diversos premios por su trayectoria, entre ellos tres Premios Martín Fierro, el Premio Santa Clara de Asís (2015) y el Diploma al Mérito Konex (2001). También ha sido distinguida por instituciones como la Fundación Huésped, Casa Angelman, CILSA y el Banco de la Provincia de Buenos Aires.

## Carrera profesional

### Inicios (1984–1991)
Chediek comenzó su trayectoria televisiva en 1984 en el programa El espejo, emitido por Canal 13. Entre 1986 y 1991 participó en Imagen de radio, ciclo conducido por Juan Alberto Badía.

### Consolidación y programas destacados (1990–2000)
Desde 1990 hasta 1995 condujo el ciclo Reconocernos en el Canal de la Mujer, y en 1992 lideró el programa Nunca es tarde por Radio Viva FM. En 1991 compartió la conducción de Muestra gratis junto a Adolfo Castelo.
Durante la década de 1990 también condujo Confesiones al oído y Salud con Silvina (1996), así como Mosaico, El gusto es mío y Pequeñas cosas. En 1998 creó el ciclo Letra y música, centrado en entrevistas con músicos y escritores, que continúa presentando en formato de espectáculo en vivo.
Participó como presentadora de eventos destacados como los Premios ACE 1999, el especial televisivo sobre Lady Di, los Premios Martín Fierro de cable, y la cobertura de los Juegos Olímpicos de Sídney 2000 para TyC Sports.
En 2001 fue galardonada con el Diploma al Mérito Konex como una de las conductoras más destacadas del período 1991–2000.

## Filmografía
- 1993: La peste
- 1994: Muerte dudosa (telefilme)
- 1995: Fotos del alma

## Premios y distinciones
- Premios Martín Fierro (3 veces ganadora)
- Premio Santa Clara de Asís (2015)
- Diploma al Mérito Konex (2001)
- Distinciones de: Fundación Huésped, Casa Angelman, CILSA, Banco de la Provincia de Buenos Aires